# Hans Kjällquist
Hans Uno Kjällquist, född 16 maj 1924 i Karlskrona, död 25 augusti 2000, var en svensk psykolog. 
Kjällquist, som var son till stationsskrivare Uno Kjällquist och Maria Holtz, avlade studentexamen 1945, blev filosofie kandidat vid Lunds universitet 1950 och filosofie licentiat där 1968. Han blev adjunkt vid småskoleseminariet i Växjö 1954, psykolog på Roxtuna ungdomsanstalt 1956, biträdande psykolog vid barnpsykiatriska kliniken i Lund 1956 och var universitetslektor på pedagogiska institutionen vid Lunds universitet från 1959. Han var ordförande i Sveriges psykologförbunds utskott för utbildningsfrågor, ordförande i Sveriges yngre psykologers förening (SYP) 1950–1953 och hedersledamot i Sveriges psykologförbund från 1954. Kjällquist bidrog till utformningen av psykologutbildningen vid Lunds universitet. Under 1970- och 1980-talet var han universitetslektor och senare prefekt vid institutionen för tillämpad psykologi, där han arbetade fram till pension.